# Orde van de Heilige Catharina

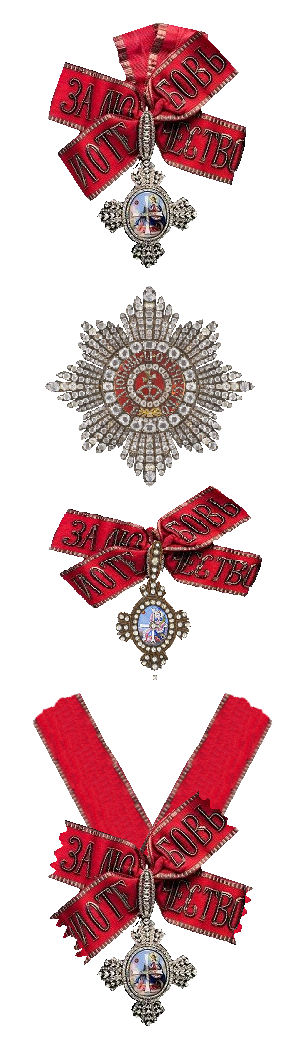
Versierselen

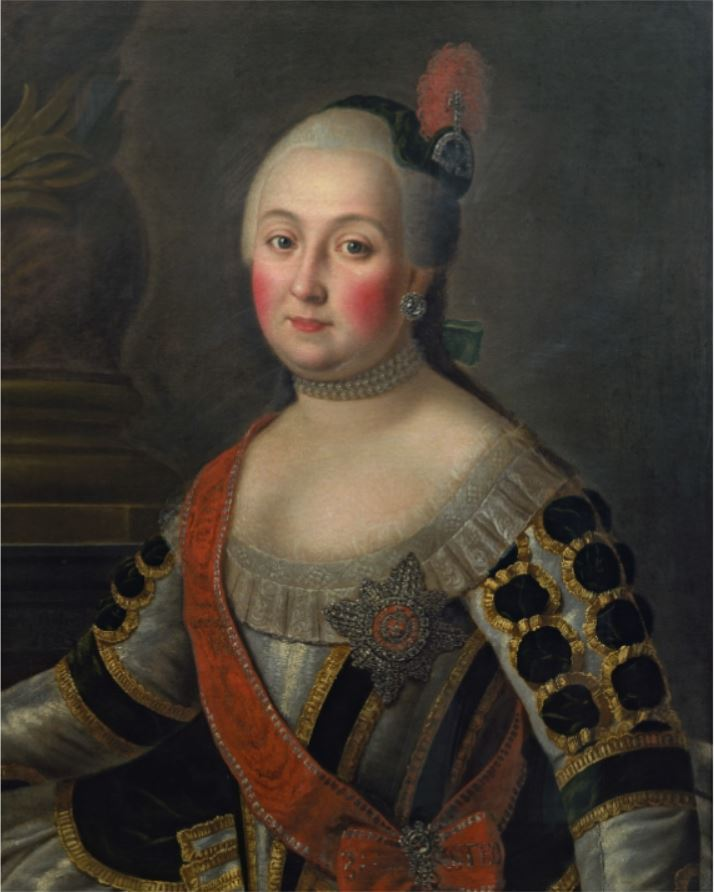
Gravin Anna vorontsova in de voorgeschreven ordekleding

De Orde van de Heilige Grote Martelaresse Catharina (Russisch: Орденъ святой великомученницы Екатерины, Orden svjatoj velikomoetsjennitsy Jekateriny) was een damesorde met twee graden of klassen in het keizerrijk Rusland.
De Orde werd onder de bescherming van de heilige Catharina van Alexandrië gesteld.
In de eerste jaren werd de orde alleen door de keizerin gedragen. Latere tsarina's verleenden de versierselen op grote schaal aan hun vrouwelijke verwante en aan de Europese regerende vorstinnen. Omdat een aantal van de Russische prinsessen met Duitse vorsten huwden en de tsaren en grootvorsten op hun beurt met de prinsessen uit het huis Romanov huwden werden veel Europese koninginnen en prinsessen met de Orde van Sint-Catharina onderscheiden. In Nederland waren dat in ieder geval de met de Romanovs verwante koninginnen Wilhelmina, Anna Pauwlona en Sophie. Ook prinses Marianne der Nederlanden droeg de Orde van Sint-Catharina.
In Rusland zelf werden de vele grootvorstinnen met grote versierselen en sterren onderscheiden. Tal van voorname dames in de hofkringen in Sint-Petersburg werden met het kleine kruis gedecoreerd.

## De investituur en het kostuum van de orde
De plechtige investituur waarbij de dames als lid van de Orde van de Heilige Catharina werden opgenomen werd met veel pracht en praal georganiseerd. Het voorgeschreven protocol voor deze plechtigheid was was zeer uitgebreid en omvatte een door de patriarch van de Russisch-orthodoxe kerk geofficieerde hoogmis. De kandidaat-dame ontvanger moest een eed afleggen waarin zij beloofde "altijd trouw te blijven aan Zijne Majesteit en nooit op welke manier dan ook, op te staan tegen Hare Majesteit of de autocratische bevoegdheden van de Tsaar". Ze verplichtte zich om "God iedere dag te danken en te bidden voor de nakomelingen van Peter de Grote" en te bidden voor "de gezondheid en het welvaren van de keizerlijke familie". Iedere zondag moesten de dames bidden voor bevrijding van christelijke slaven onder het juk van de heidenen.
Voor de dames waren twee verschillende kostuums voorgeschreven. Het kostuum was afhankelijk van de toegekende klasse binnen de Orde van de heilige Catharina. De dames droegen de ordekleding tijdens de inhuldigingsceremonies en op de feestdag van de orde.
Voor de dames was een kleine hoed met een met halfronde met diamanten versierde aigrette met rode veer voorgeschreven.

## De orde onder Catharina I
Bij de troonsbestijging door Catharina I in 1725 werden de twee dochters van Peter de Grote, Anna Petrovna Romanovna en de latere tsarina Elisabeth Petrovna van Rusland met de Orde van de Heilige Catharina opgenomen. Dat gebeurde ook met Peters kleindochter Natalia Aleksejevna, de latere tsarina Anna van Rusland.
Catharina I verleende de orde eenmaal aan een jongen.  De elfjarige Alexander Alexandrovitsj Mensjikov, zoon van de gunsteling van haar man, ontving de orde op februari 1727 met een verwijzing naar zijn " al te zachtaardig en meisjesachtige karakter". Ook de drie nog levende dochters van tsaar Ivan V van Rusland, Maria Ivanovna, Jekaterina Ivanovna en de toekomstige tsarina Anna Ivanovna werden in de Orde van de Heilige Catharina opgenomen.
Ook een prinses met keizerlijk bloed, prinses Daria Michailovna Arsenieva, vrouw van Danilovitsj Mensjikov, werd gedecoreerd wat het aantal (vrouwelijke) leden op zeven bracht.

## De orde onder Peter II
Peter II heeft de Orde van de Heilige Catharina, zijn eigen Orde van Sint-Anna en de Orde van Sint-Andreas uitgereikt.  Peter onderscheidde Maria Alexandrovna Mensjikova (1711 - 1729), Alexandra Alexandrovna Menchikova (1712 - 1736) en Barbara Arsenieva Michailovna (1676 - 1730). Ook prinses Jekaterina Aleksejevna Dolgoroekova werd onderscheiden met de Orde van St. Catharina maar in 1730 weer uit de rij van dames geschrapt.
Prins Ivan Aleksejevitsj Dolgoroekov werd de tweede mannelijke drager van de Orde van de Heilige Catharina. De biseksuele jonge man werd op deze wijze, met een damesorde, beloond voor seksuele gunsten. De buitenlandse diplomaten in Rusland maakten in hun missives kleinerende opmerkingen over het gedrag van de tsaar.

## De orde onder Anna I
Tijdens haar regering verleende tsarina Anna de Orde van de Heilige Catharina vijfmaal. Nu werden ook buitenlandse vorstinnen in de orde opgenomen.
- 12 mei 1733: hertogin Catherine Elizabeth Christine van Mecklenburg-Schwerin.
- 15 juni 1737: keurvorstin Marie Josephe Françoise Xaviere Caroline Eleonore van Saksen.
- 16 juni 1738: vorstin Elisabeth Sophie van Brandenburg (1679-1748) - (tweede echtgenote van hertog Ernest Lodewijk I van Saksen-Meiningen )
- 17 februari 1740: Benigna von Trotha Gottliebe ( 1703 - 1782 ) (de vrouw van Ernst Johann von Biron)

## De orde onder Elisabeth I
Elisabeth I van Rusland droeg de versierselen van de heilige Catharina en heeft 13 dames in de orde opgenomen.
18 december 1741: Anastasia Ivanovna Troebetskaja, de Russische echtgenote van prins Lodewijk Willem van Hessen-Homburg. 
- 1742: Barbara Radziwiłł (1690-1770), echtgenote van prins Nikolaï Radziwiłł.
- 15 maart 1743: Albertine Frederike, hertogin-weduwe van Ssleeswijk-Holstein
- 10 februari 1744: Jeanne Elisabeth van Sleeswijk-Holstein-Gottorp (1712-1760), (moeder van Catherina II).
- Op 10 februari 1744 overhandigde graaf Alexis Grigorjevitsj Razoemovski, de minnaar van Elisabeth I de versierselen aan Augusta Fredericka van Anhalt-Zerbst, de verloofde van Peter III van Rusland.
- 30 augustus 1745: hertogin Maria Augusta von Württemberg-Stuggart.
- 30 augustus 1745: Anne van Schleswig-Holstein.
- 30 augustus 1745: Hedwige Sophia Augusta van Sleeswijk-Holstein.

## De orde onder Catharina II
Tijdens de regering van Catharina de Grote werden de versierselen van de Orde van de Heilige Catharina gewijzigd. De keizerin verleende 41 kruisen. Ze schafte de kleine kruisen af.
Een bijzondere verlening van de Orde van de Heilige Catharina was die aan Marfa Ivanovna Kroun. Tijdens het conflict tussen Rusland en Zweden  werd op 21 mei 1789 een kleine brik van de Russische Marine onder bevel van kapitein R.V. Kroun aangevallen door het grotere Zweedse fregat "Venus" met 44 stukken geschut. De veel kleinere Russische brik veroverde het Zweedse oorlogsschip. De moedige Russische kapitein werd met de Orde van Sint-George (IVe Klasse) onderscheiden en bevorderd. Zijn vrouw, Marfa Ivanovna Kroun had tijdens de slag veel gewonden gered en werd door de keizerin beloonde met de Orde van de Heilige Catharina. Rusland bezat geen ridderorde die aan verdienstelijke dames kon worden toegekend.

## De orde onder Paul I
Op 5 april 1797 liet de nieuwe tsaar Paul I verkondigen dat hij vier Russische orden erkende, die van Sint-Andreas, van Sint-Catherina, van Sint-Alexander Nevski en Sint-Anna. De door zijn moeder ingestelde orden van Sint-George en Sint-Vladimir werden niet opgeheven maar wel "vergeten". De Orde van de Heilige Catharina kreeg nieuwe statuten en een ander uiterlijk.
De vrouw van de keizer zou ex officio de "Grote Meesteres van de Orde van de Heilige Catharina" zijn en dat tot haar dood blijven. Dat betekende dat een keizerin-weduwe de Orde van de Heilige Catharina ook als een nieuwe keizerin was aangetreden bleef besturen. Een tsarina kon meemaken dat de grootmoeder van haar man grootmeesteres was en dat haar schoonmoeder als cheffin van de orde werd overgeslagen.
Tsaar Paul bevestigde de gegroeide praktijk dat grootvorstinnen en prinsessen van den bloede recht hadden op opname in de Orde van de Heilige Catharina. Voor grootvorstinnen gold dat zij op de dag van hun doop in de orde werden opgenomen. De andere vrouwelijke telgen van de familie Romanov kregen de Orde van St. Catherina op de dag van hun meerderjarigheid. In 1797 gaf de in heraldiek geïnteresseerde Paul I opdracht om alle Russische adellijke families in een wapenboek van in het Russische Rijk te registreren.
De registratie was verplicht en de edelen moesten leges betalen. Door de registratie ontstond ook duidelijkheid over de vraag wie wel en wie niet van adel waren. De keizer verleende bij die gelegenheid toestemming om het lint met kruis van de Orde van St. Catherina als heraldisch pronkstuk aan een rood lint met gouden bies om hun wapenschild te hangen.
Op 5 april 1797 liet Paul I het rode lint met zilveren randen vervangen door een lint met gouden randen.
In de nieuwe statuten heeft tsaar Paul de ordekleding van de Dames van de Heilige Catharina gewijzigd. De japon en de hoed kregen een nieuw voorgeschreven model en als stof werd nu  zilverbrokaat en zwart fluweel gekozen. De gesmokte jurk, of robe, eindigde volgens de etiquette van het Petersburger hof in een groen fluwelen met gouddraad geborduurde sleep waarvan de lengte afhankelijk was van de rang van de draagster. Op het hoofd werd een zwarte fluwelen hoed gedragen met aan de linkerkant een versiering in de vorm van een met diamanten versierd wiel. Daarboven werd op een halve maan een kruis met een rode aigrette gedragen. 
De grootmeesteres en haar plaatsvervangster droegen op de hoed versierselen die met diamanten en robijnen waren versierd.

## Geschiedenis
De Orde werd in 1711 door tsaar Peter de Grote gesticht en zou "Orde van de Bevrijding" (Orden Oswoboshdenija) moeten heten om de onverwachte redding van de door de Turken ingesloten keizer en zijn leger in de campagne bij Pruth te herdenken. Keizerin Catharina Aleksejevna schonk de Turkse vizier al haar juwelen waarop deze de verslagen Russen de vrije aftocht liet.
De eerste statuten van de Catharina-orde werden in 1713 gepubliceerd. Er zouden twee klassen bestaan, "het Grote Kruis" en "Het Kleine Kruis" geheten. Alle Russische grootvorstinnen kregen dit kruis bij hun geboorte. Twaalf "hoogadellijke" dames konden ook met dit kostbare kruis worden gedecoreerd.
Het Kleine Kruis kon 96 maal worden toegekend maar toen Catharina haar man opvolgde schafte zij deze onderscheiding af. Paul I stelde de "kleine kruisen" in 1797 weer in maar de briljanten werden door tsaar Nicolaas I in 1855 weggelaten en vervangen door strass.
De tsarina was grootmeesteres van deze Orde die samen met de Orde van Sint-Alexander Nevski de tweede Orde van Rusland was na de Orde van Sint-Andreas. Een keizerin-weduwe bleef haar leven lang grootmeesteres.
De Orde werd door Peter de Grote op 24 november 1714 aan zijn "redster in de nood" uitgereikt. Peter liet het daarbij maar Catharina zelf reikte tijdens haar regering ( tot ) wel een aantal kruisen (der Eerste Klasse) uit. Later werd de Orde vrij vaak verleend. Een van de dames met een "Klein Kruis" was de Nederlandse koningin Sophie. Koningin Anna Paulowna was uiteraard een geboren grootvorstin en als zodanig bezat zij het Grote Kruis.

## De kostscholen van de Orde van de Heilige Catharina
De dames die tot de Orde van de Heilige Catharina toetraden hadden het recht om hun dochters op de exclusieve internaten in Moskou en Sint-Petersburg te laten studeren. Iedere dame mocht ook een jonge edelvrouwe sponsoren. Om de kosten van de scholen te bestrijden betaalden de dames 400 of 250 roebel bij hun opname in de Orde.

## Insignes
Het grote ordeteken was een "rupertkruis dat met briljanten werd bezet en in het midden een medaillon met een met briljanten omzoomde afbeelding van de Heilige Catharina droeg.
De heilige wordt steeds zittend afgebeeld en draagt een molenkruis en een palmtak. Bij de oudste kleinoden is op het medaillon nog een met briljanten ingelegd kruis aangebracht. Rechtsboven op het medaillon stond een "R" en op de armen van het molenkruis staat "DSFR" geschreven wat voor het Latijnse "Domine, salvum fac regem" (Heer bescherm onze vorst) staat.
Op de keerzijde staat een toren met twee adelaars bij hun nest afgebeeld. Zij houden slangen in de snavel en op een in de hemel zwevend lint staat "Aequant munia comparis" (Latijn voor "In haar werk gelijk haar man").
Het lint was vierentachtig jaar lang wit met opgestikte zilveren cyrillische letters die "За любовь и отечечество", in Latijns schrift "Za Ljubowj i otjetschestwo" ofwel "voor liefde en vaderland" spelden. In 1797 werd de band rood met zilveren letters.
Alleen de dames van de Eerste Klasse, buiten de Russische keizerlijke familie waren dat meestal koninginnen of hoogadellijke dames, droegen de zeer kostbare achtpuntige ster die helemaal met briljanten en grotere diamanten was bezet. In het rode medaillon was een met briljanten bezet diadeem afgebeeld. Op andere sterren zie je het gebroken rad van Sint-Catharina en een kruis. Op de ring stond "Za Ljubowj i otjetschestwo" in door briljanten gevormde letters.
Boven het medaillon stond de tsarenkroon, wederom in briljanten.
Het grote kruis werd aan een rood met goud geborduurd lint over de rechterschouder of aan een rijk opgemaakte, met het devies geborduurde, strik op de linkerschouder gedragen.
Het kleine kruis was eenvoudiger uitgevoerd en droeg minder edelstenen. Ook het lint waarmee de onderscheiding op de linkerschouder werd vastgepind was minder ingewikkeld geplooid.
Volgens de Russische Wiki zijn er 310 "Grote Kruisen" en 734 "Kleine Kruisen" verleend.
Na maart 1917 werd de Orde in Rusland niet meer verleend maar de in dat jaar verbannen Romanovs bleven de Orde in eigen kring wel verlenen en dragen. Grootvorstin Maria Vladimirovna van Rusland die zich Maria I, titulair keizerin en autocrate van Alle Ruslanden noemt, wordt door het Instituut voor Dynastieke Orden vermeld als souvereine en haar moeder, grootvorstin Leonida Georgievna van Rusland, ook titulair keizerin-weduwe van Alle Ruslanden genoemd, wordt de grootmeesteres genoemd.
De kostbare kruisen van de Orde worden op veilingen soms niet herkend of zelfs als "broche" aangeboden. Zo kon het Museum van de Kanselarij van de Nederlandse Ridderorden in Apeldoorn vrij goedkoop een van de kostbare kruisen verwerven.

## Fotogalerij

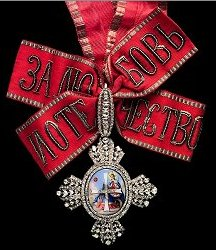
Het "Grote Kruis"
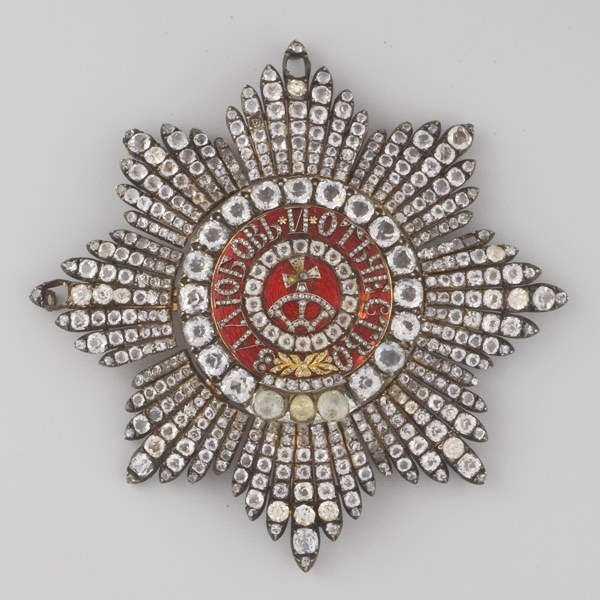
De met diamanten ingelegde ster van de orde.
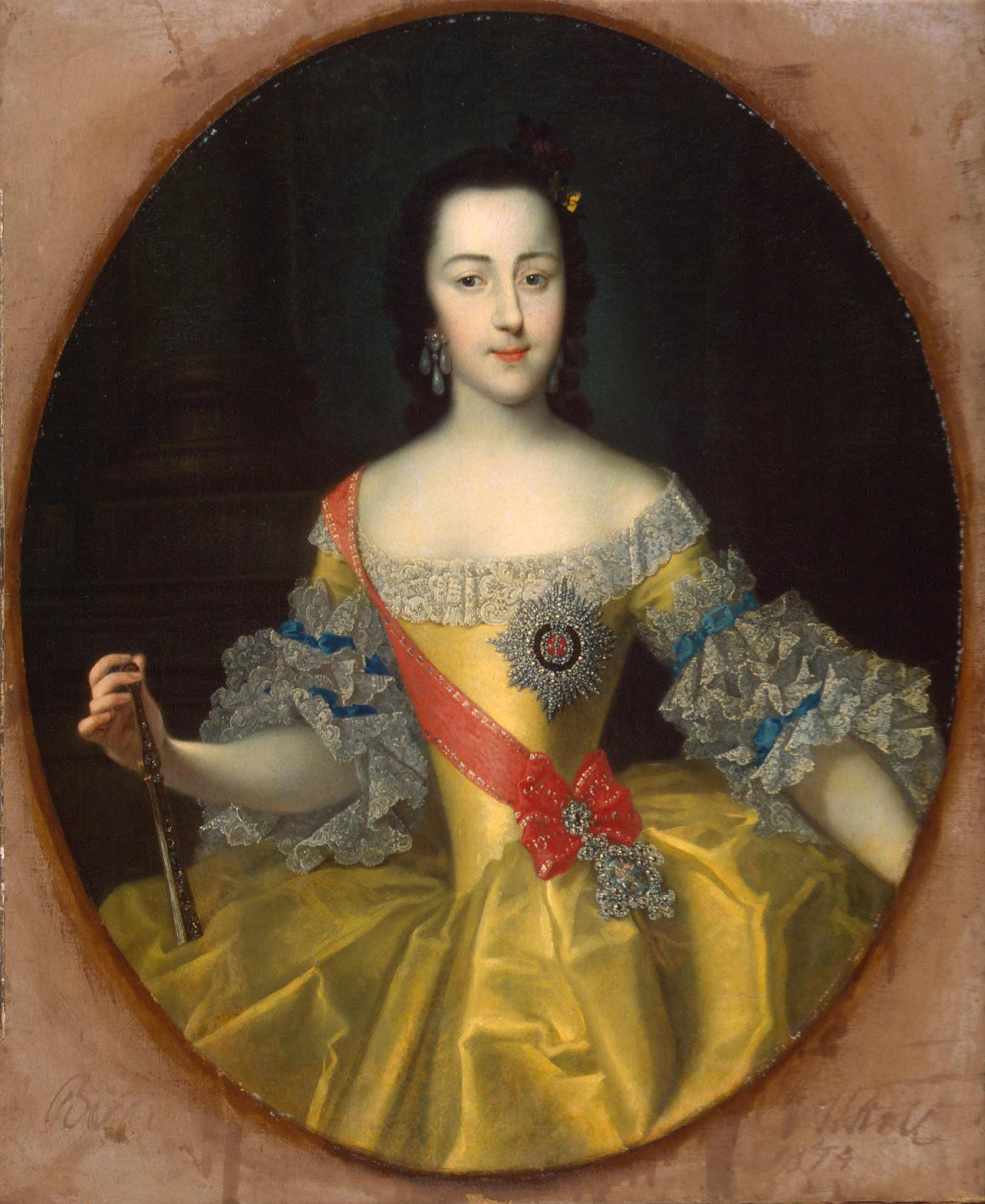
Catharina I met de Orde van de Heilige-Catharina
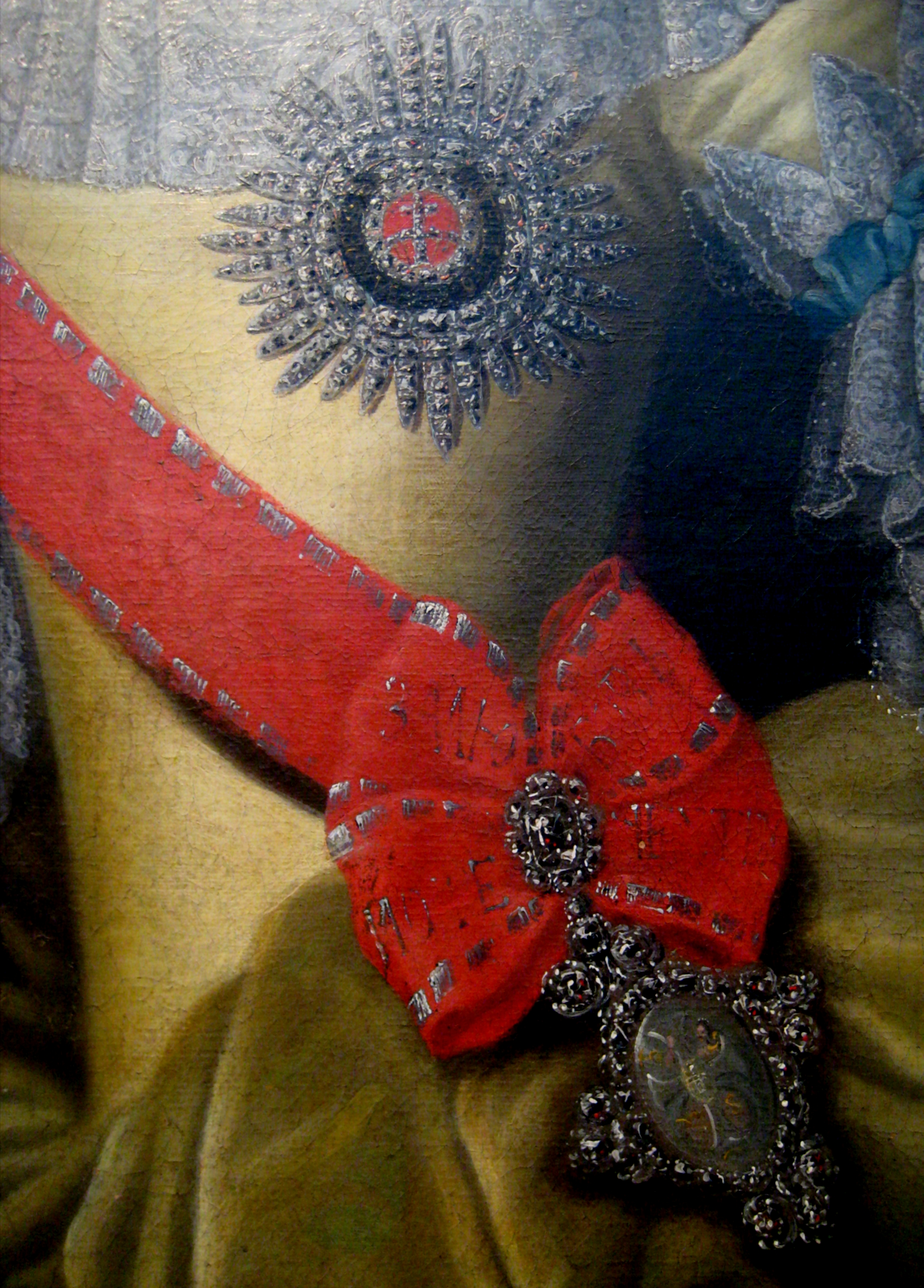
Detail van het portret van Catharina Aleksejevna door Grooth
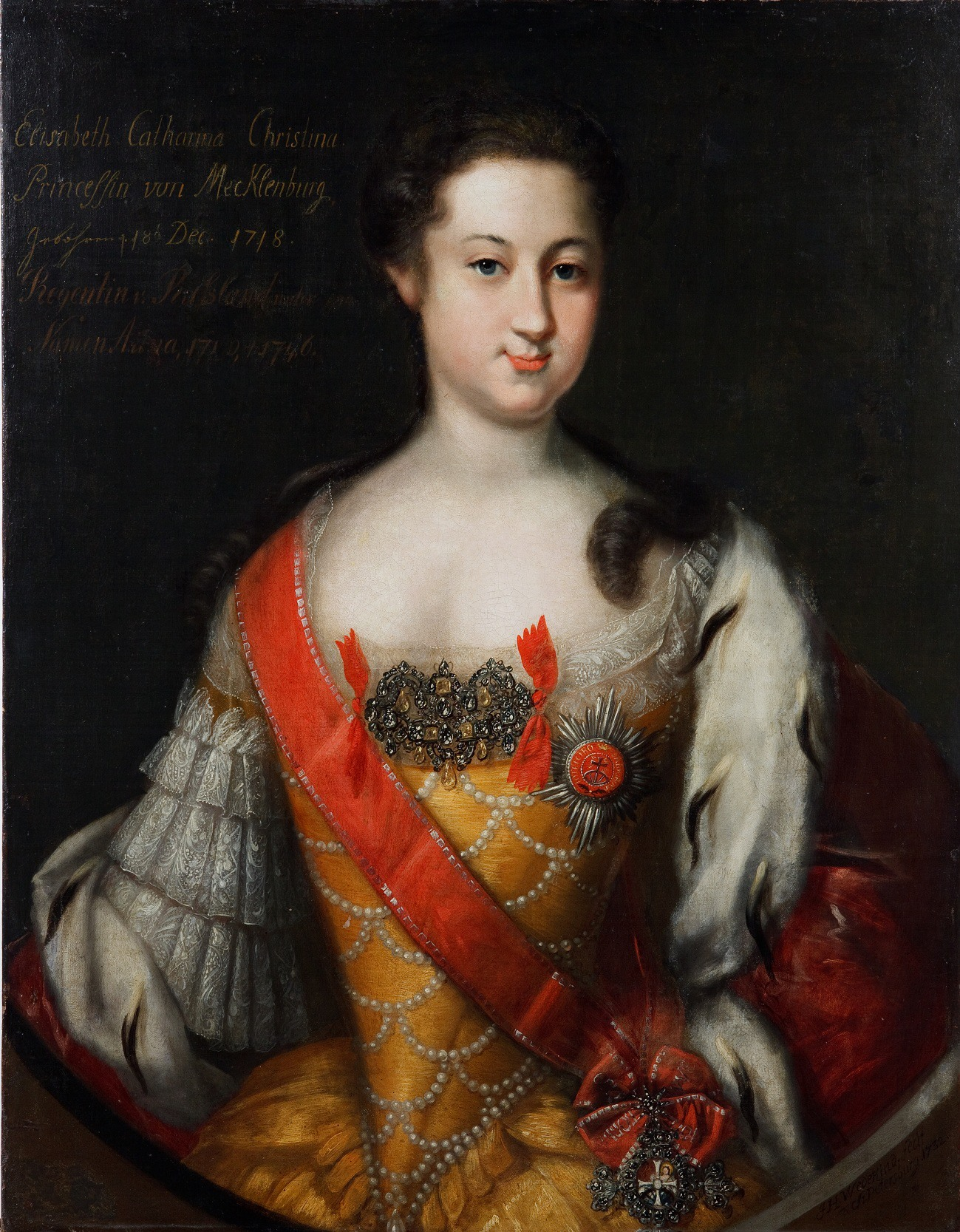
Anna Leopoldovna door Wedekind
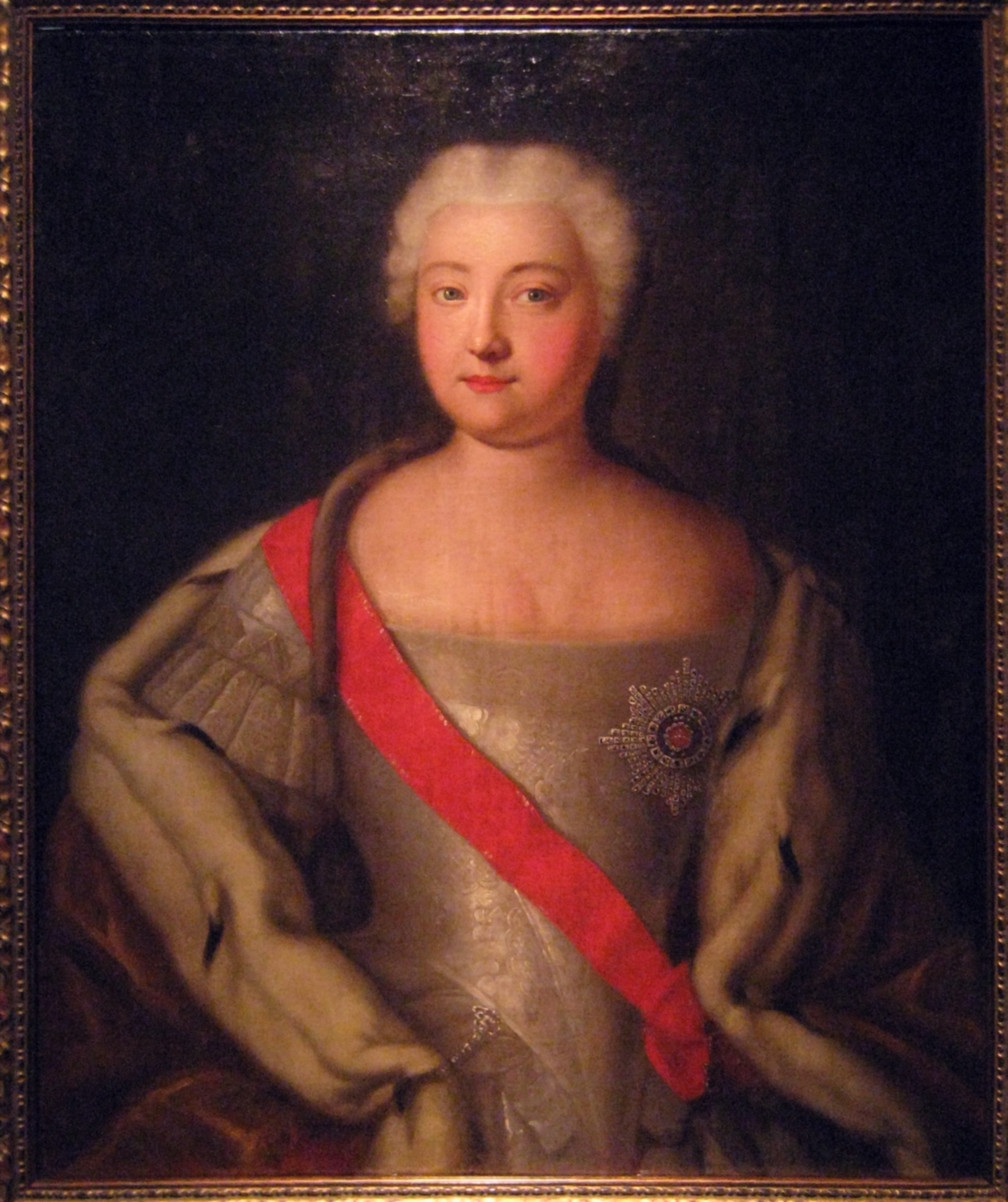
Elizabeth van Rusland
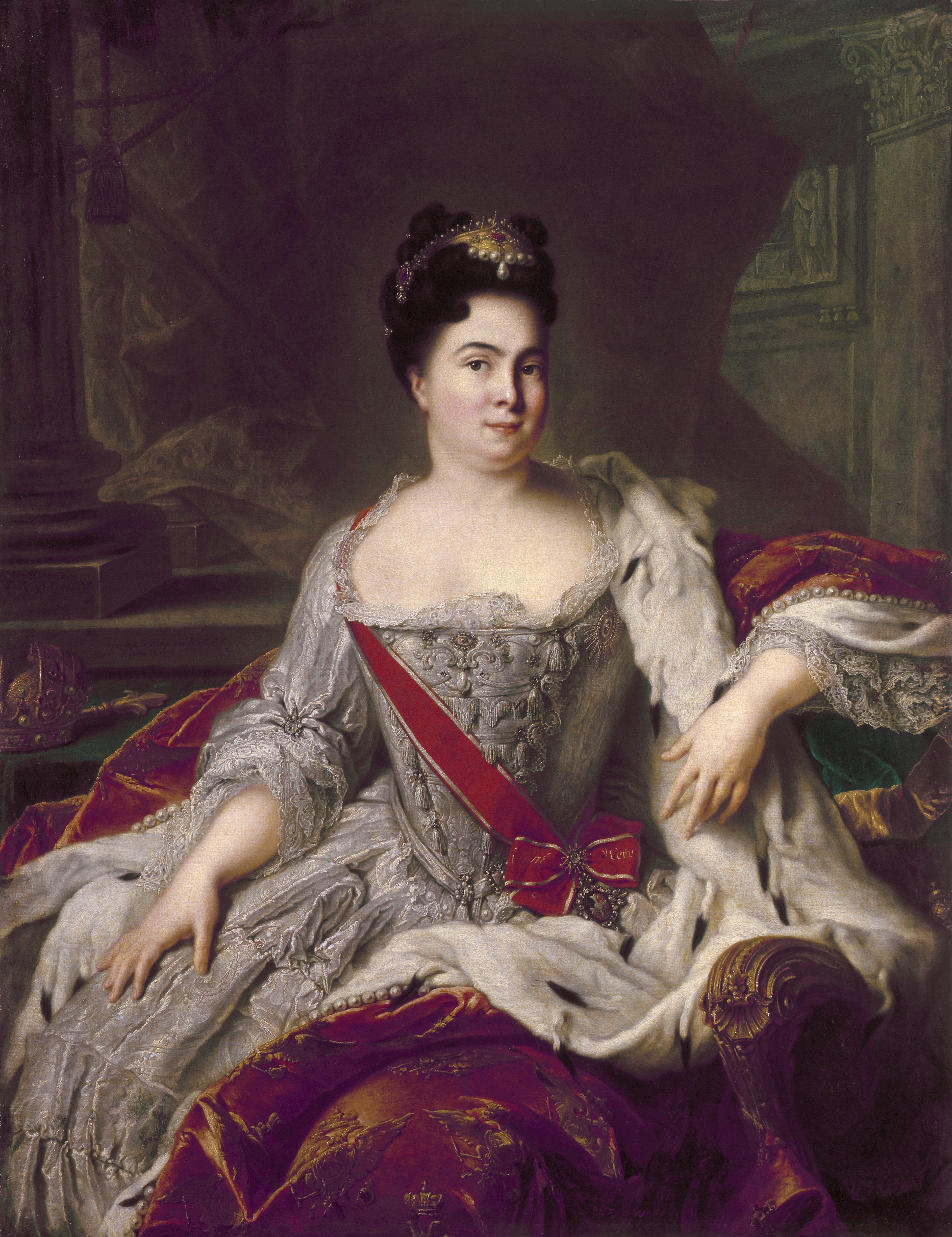
Catherina I door Nattier
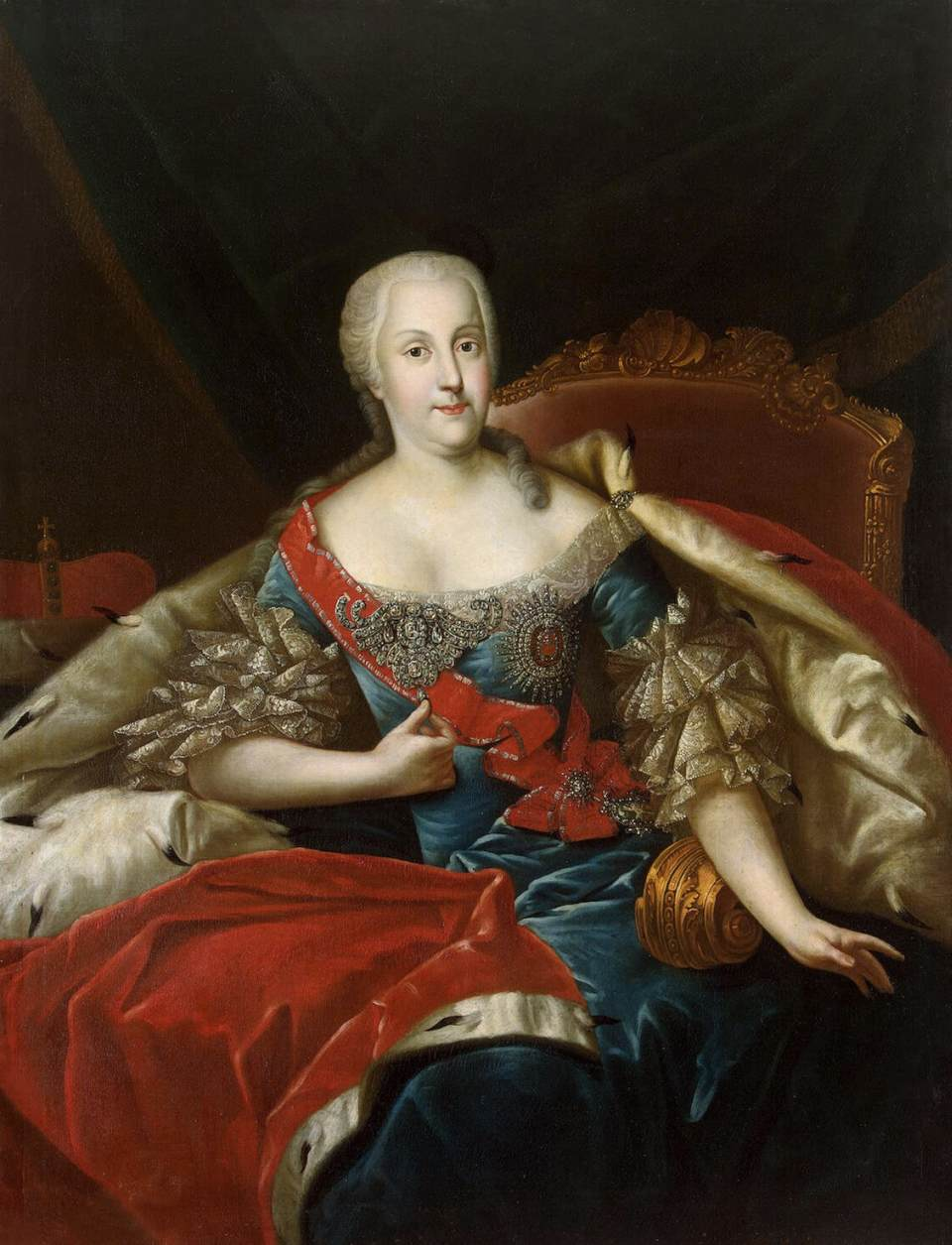
Portret van Johanna Elisabeth, Prinses van Anhalt-Zerbst door Antoine Pesne
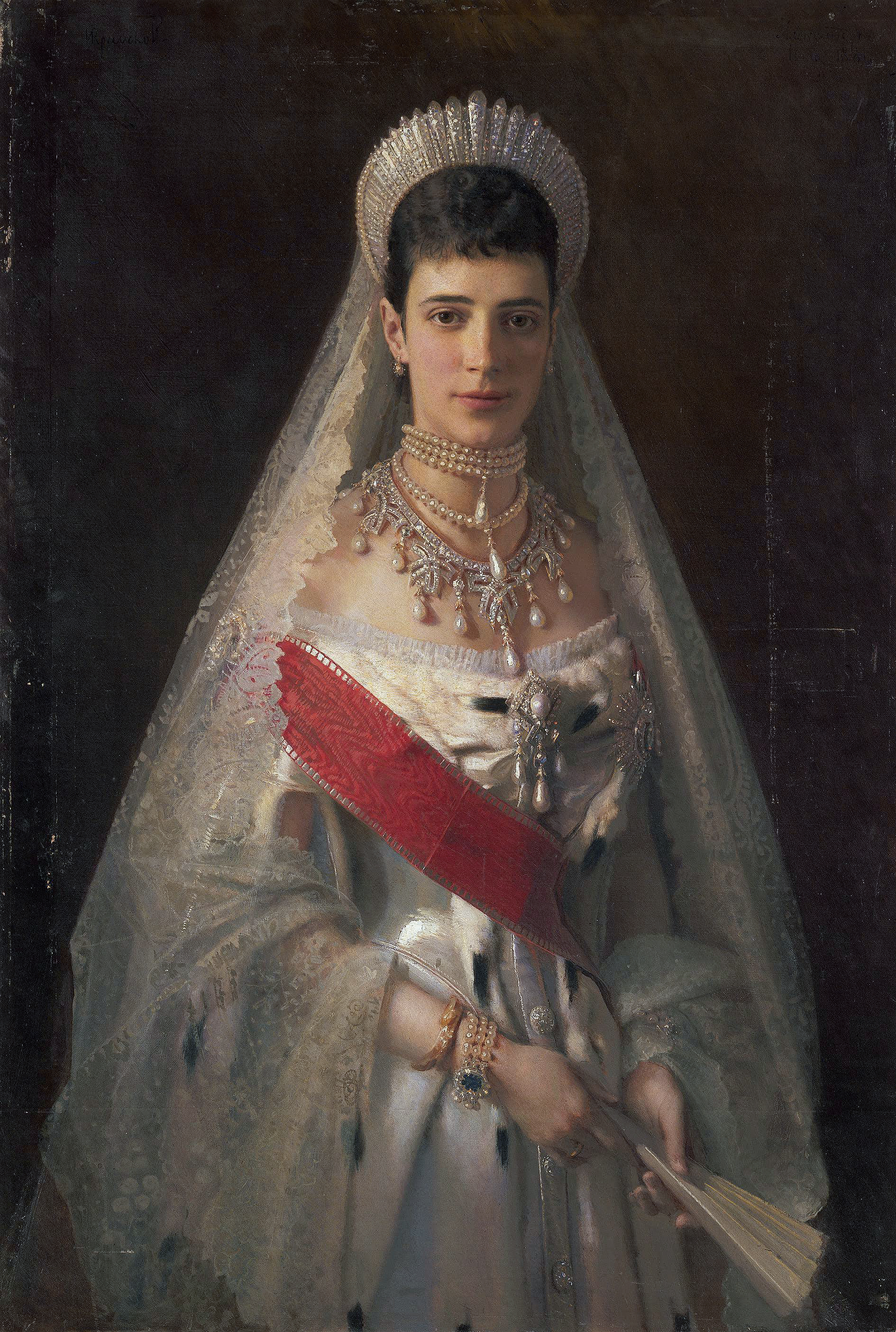
Maria Fjodorovna, geboren prinses Dagmar van Denemarken, met de Orde van Sint-Catharina. (Portret door I.N. Kramskoj 1837-1887)
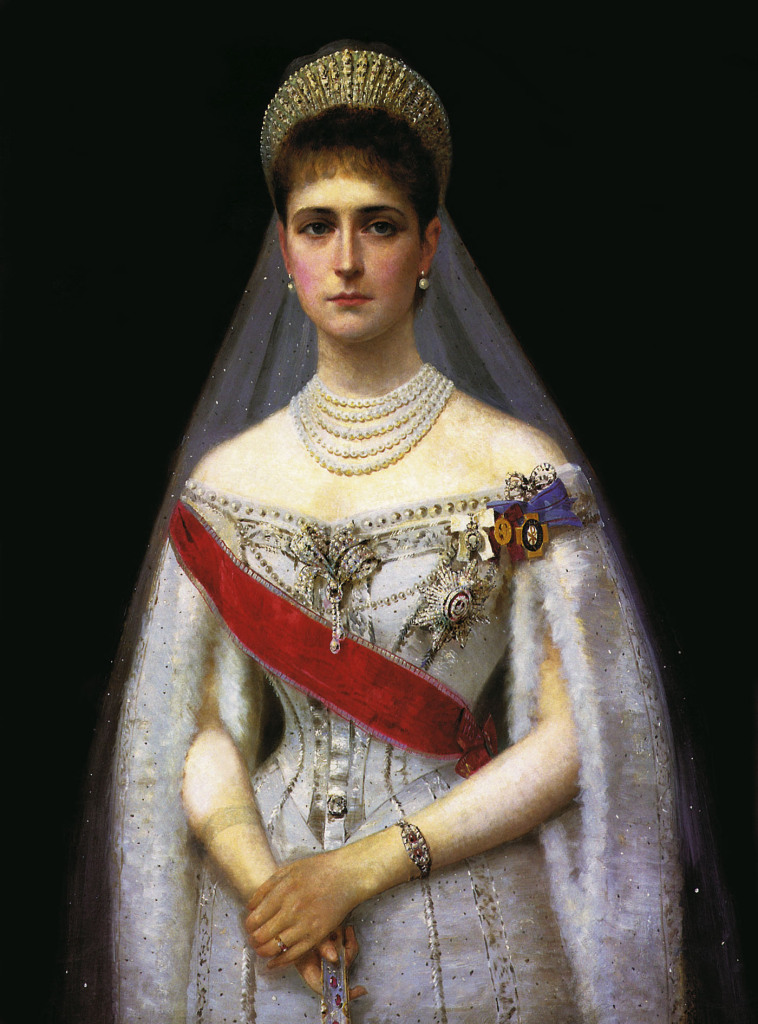
Alekszandra Fjodorovna van Rusland met de Orde van Sint-Catharina en o.a. de Orde van Victoria en Albert